# Charles De France d'Hésecques
Charles de France d'Hésecques est un homme politique français né le 26 septembre 1823 à Amiens (Somme) et décédé le 19 juin 1888 à Mailly-Maillet (Somme).

## Biographie
Il est le fils de Charles Désiré Hippolyte de France d'Hézecques, chevalier de Malte de minorité (1781), officier de marine sous le 1er Empire, officier des Gardes du corps , puis de la Garde royale sous la Restauration, chevalier de Saint Louis (1821), chevalier de la Légion d'honneur (1825), et de Marguerite Emma de Rocques de Montgaillard.
Propriétaire à Mailly-Maillet, où il était l'héritier de l'ancien domaine de la Maison de Mailly, il est élu en 1867 conseiller-général du canton d'Acheux en Amiénois, jusqu'en 1873.
En 1863, il est une première fois candidat indépendant aux élections législatives dans la 5e circonscription de la Somme. Il échoue par 9303 voix contre 19228 au candidat dynastique, Edmond Gressier.
Le 23 mai 1869, il est élu député de la Somme par 16964 voix contre 13110 à M. Dhavernas, siégeant dans l'opposition orléaniste au second Empire, jusqu'au 4 septembre 1870. En 1870, il vote contre la déclaration de guerre à la Prusse.
Charles de France était célibataire.

### Publication
Il publia en 1873 les Souvenirs d'un page de la Cour de Louis XVI, écrits pas son oncle Félix de France d'Hésecques, et qui ont été depuis plusieurs fois réédités. Lire en ligne